# Frederick Scott Archer
Frederick Scott Archer (Bishop's Stortford, 1813 – Londra ?, 1857) è stato un fotografo britannico.
È noto per aver inventato l'ambrotipia, processo considerato il precursore della moderna pellicola fotografica. Questo procedimento aumentò notevolmente la produzione di fotografie accessibili al pubblico.

## Biografia
Inizialmente si dedicò alla scultura e faceva uso della fotografia per catturare le immagini dei suoi soggetti. Insoddisfatto della bassa definizione ottenuta con la calotipia, che richiedeva inoltre lunghe esposizioni, nel 1848 inventò un nuovo procedimento basato sul collodio umido, pubblicandone i dettagli sulla rivista The Chemist in marzo di quell'anno. Il nuovo metodo permetteva di combinare la risoluzione ottenuta con la dagherrotipia con la possibilità di stampare molte copie su carta tipica della calotipia. Decise deliberatamente di non brevettare l'invenzione, dandola in dono al mondo.
In seguito inventò, insieme al collega Peter Fry, l'ambrotipia, che fu brevettata nel 1854 dallo statunitense James Ambrose Cutting con un procedimento basato sul positivo, anziché sul negativo come fecero Archer e Fry.

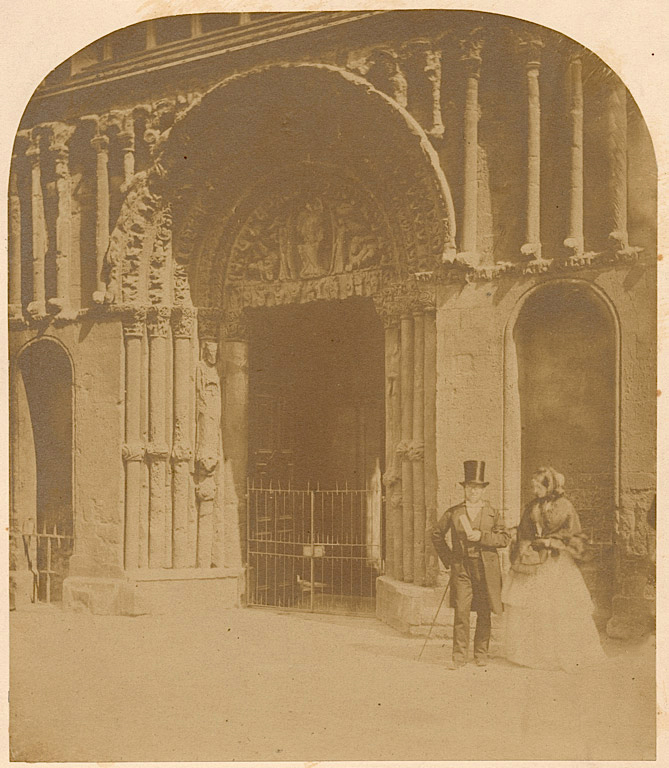
Cattedrale di Rochester da Frederick Scott Archer, c. 1850, Department of Image Collections, National Gallery of Art Library, Washington, DC

Morì in povertà, in quanto il non aver brevettato il procedimento al collodio gli impedì di ricavarne dei guadagni. Un necrologio lo descrisse come "un gentiluomo poco appariscente, in cattiva salute". Dopo la sua morte la famiglia ricevette 747 sterline, raccolte con una sottoscrizione, e una piccola pensione per il sostentamento dei suoi tre figli dopo la morte della madre.
La Royal Photographic Society conserva una collezione di sue fotografie.
È sepolto nel cimitero di Kensal Green a Londra.